# 马里亚诺夫卡 (鄂木斯克州)
马里亚诺夫卡（羅馬化：Marʹyanovka）是俄罗斯鄂木斯克州的工人村（市级镇）、马里亚诺夫卡区行政中心及规模最大聚居地，地处鄂木斯克州中南部，位于州府鄂木斯克西方，北侧不远处有R254公路（额尔齐斯公路）经过。镇内设有同名铁路车站。
该地2021年人口有8,488人；2010年人口8,630；2002年人口8,403；1989年人口8,617。